# Buse à queue barrée
Buteo albonotatus
Espèce
Statut de conservation UICN

 LC  : Préoccupation mineure
Statut CITES
La Buse à queue barrée (Buteo albonotatus) est une espèce d'oiseaux de la famille des Accipitridae.

## Répartition
Son aire s'étend du sud-ouest des États-Unis à la baie de Guanabara (rare en Guyane, au Cerrado et le centre/est de l'Amazonie).